# 丸山黃金
丸山黃金，日本輕小說作家。以前筆名。代表作是目前刊載中、2015年起至今播出4季電視動畫的《OVERLORD》。

## 人物簡介
2012年6月4日以前筆名。此外也曾經為TYPE-MOON作品、歌月十夜的短篇『黎明』進行執筆。
與曉夏目、長月達平、Carlo Zen以及不講理不求人有不錯的交情，他們彼此都是在「成為小說家吧」和「Arcadia」等小說投稿上首次亮相。而且在「異世界四重奏」中與每個人進行合作，並關注彼此的Twitter帳戶。 
作為讀者，他最喜歡的作品是曉夏目的《為美好的世界獻上祝福！》。總體上也喜歡愛情喜劇，並稱。

## 作品概覽
- 劍王、火水之神、聖女物語
- OVERLORD（插圖：so-bin（封面&本文插圖），enterbrain／KADOKAWA，刊載中／已出版16冊+特典（截至2020年7月））台灣角川

## 遊戲劇本
- 歌月十夜（日语：歌月十夜）－《黎明》擔當

## 腳註

## 外部連結
- 丸山黃金的X（前Twitter） （日語）
- （日語）－專訪頁面。
- （日語）－成為小說家吧官網作家頁面。